# Powstanie Luzytanów
Powstanie Luzytanów (154-151 p.n.e.) wybuchło na terenach dzisiejszej Portugalii na południe od rzeki Duero. Zostało ono stłumione przez Rzymian.
Powstanie dało początek tzw. wojnie hiszpańskiej toczonej w latach 154 p.n.e. - 133 p.n.e. pomiędzy Rzymianami a celtoiberyjskimi plemionami zamieszkującymi Półwysep Iberyjski. W swojej głównej fazie (148 p.n.e. - 139 p.n.e.) konflikt zwany był wojną Wiriatusa od imienia przywódcy celtyiberów, a później wojną numantyjską (143 p.n.e. - 133 p.n.e.) od nazwy miasta Numancja, będącego centrum oporu powstańców. 
Powstanie Luzytanów rozpoczęło się w roku 154 p.n.e., kiedy to zbrojnie przeciwko Rzymianom wystąpiły plemiona Awakerów i Bellów pod wodzą Punikusa. W początkowej fazie konfliktu powstańcy osiągnęli znaczne zdobycze terytorialne. W tym samym roku powstali także Luzytanie inne plemię iberyjskie. Dnia 23 sierpnia 153 p.n.e. pod Numancją Rzymianie pod wodzą konsula Quintusa Fulviusza Nobilitora zostali pobici tracąc cały legion. 
Dopiero w roku 150 p.n.e. namiestnik Hiszpanii Dalszej Serwiusz Sulpicjusz Galba zdławił powstanie, wciągając Luzytanów w zasadzkę, zabijając około 8000 i sprzedając w niewolę pozostałych. Jednym z ocalałych był Wiriatus, który już wkrótce miał się stać jednym z najtrudniejszych przeciwników Rzymian w kolejnej fazie konfliktu.

## Najważniejsze wydarzenia podczas powstania Luzytanów 154-151 p.n.e.
- 153 p.n.e.
  - bitwa nad rzeką Tag (zwycięstwo powstańców pod wodzą Kasearusa nad Rzymianami pod wodzą Mummiusa. Rzymianie stracili 9 tysięcy zabitych)
  - bitwa pod Numancją
- 151 p.n.e. 
  - masakra w Cauca